# Didimarc
Didimarc (Didymarchus, Didýmarchos) fou un escriptor grec, esmentat per Antoninus Liberalis com l'autor d'un treball sobre metamorfosis, del qual esmenta el llibre tercer.